# メタルポジション
メタルポジション（Metal Position）とは、コンパクトカセット、およびマイクロカセットの各種磁気テープのポジション表示の一つで、コンパクトカセット用はIEC TYPE IVと表示される（ただし、マイクロカセット用は表示なし）。なお、本項では特にコンパクトカセットのメタルポジションについて記述する。

## 概要

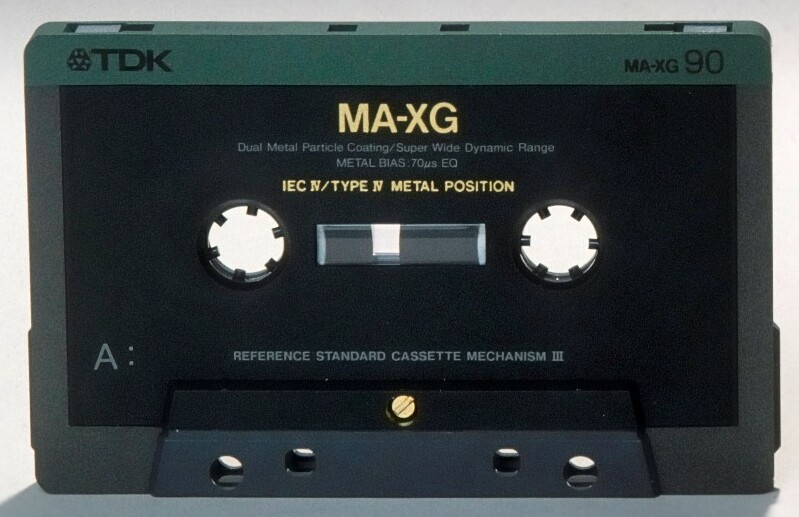
メタルポジション用カセットテープの例
(2代目TDK MA-XG)

1968年（昭和43年）9月に米国で先行発売された東京電気化学工業（現・TDK）の音楽録音専用ノーマルポジション用カセットテープ「SD」が商業的に大成功を収めた事を発端に、1971年（昭和46年）頃から本格的に音楽録音用記録メディアとしてコンパクトカセットが使われ始め、クロムポジション（後のハイポジション）やフェリクロムポジションも順次ラインナップされた。
しかし、ノーマルポジションでは、シンセサイザーなどの高い高音が出力できないほか、ハイポジション（クロムポジション）では、高い高音が出力できる半面、録音時の最大出力レベルがノーマルポジションに比較してあまり高くなかったため、ベースやバスドラムなどの重低音等の音質の表現が困難であった。それらの弱点を解消するために低音から高音にかけて、全域の最大出力レベルを強化した音楽録音専用テープとして、1978年（昭和53年）6月にScotch（スコッチ）ブランドを展開する米国3M社（記録メディア事業部、現・韓オージン社）の日本法人である住友スリーエム（現・スリーエム ジャパン）が業界初のコンパクトカセット用メタルテープ「METAFINE」（メタファイン）の発売予告を新聞・雑誌などの広告として公式発表、同年12月1日より日本市場の首都圏にて約5,000巻限定で先行発売された。
1979年（昭和54年）には、ソニー（現・ソニーグループ）や東京電気化学工業（以下、および、現・TDK）、日立マクセル（現・マクセル）、富士写真フイルム（現・富士フイルムホールディングス）が、1980年（昭和55年）には日本コロムビア（記録メディア事業部）が、果ては1981年（昭和56年）には後述する業界初のメタルテープ対応カセットデッキやメタルテープ対応ラジカセを発売した日本ビクター（現・JVCケンウッド）などの大手磁気テープ製造メーカーが各次、メタルテープの生産を開始する。そのため、1979年は「メタルテープ元年」とも言われている。この年のメタルラインナップは11モデルであった。それに対応したカセットデッキ、およびラジオカセットレコーダー（ラジカセ）は大手日本メーカーでは日本ビクターから他社に先駆けるような形で先行発売され、1978年11月16日（録音文化の日）に国産初にして業界初のメタルポジション録再対応カセットデッキ「KD-A6」を、更に1979年9月1日には同じく国産初にして業界初のメタルポジション録再対応ステレオラジオカセットレコーダー「RC-M70」をそれぞれ発売した。
また、一時期メタルテープを使用した高音質ミュージックテープがレコード会社から市販されていた。

## 磁性体
非酸化金属由来のメタルパウダーを使用しているため、発売当初は酸化する（錆びる）のではという噂も流れていた。そのため、湿気の少ないところが良いという都市伝説も流れた。実際にテープには好条件であったが、実際、磁性体そのものが酸化することはほぼ発生しない。ただし、傷や埃、指紋などの付着や汚れによる各種ドロップアウトは当然ながら発生する。当時の売りはフェリクロムポジションはともかく、ハイポジション（クロムポジション）を上回る保磁力、残留磁束が桁違いであったことなどである。

## 穴の利用

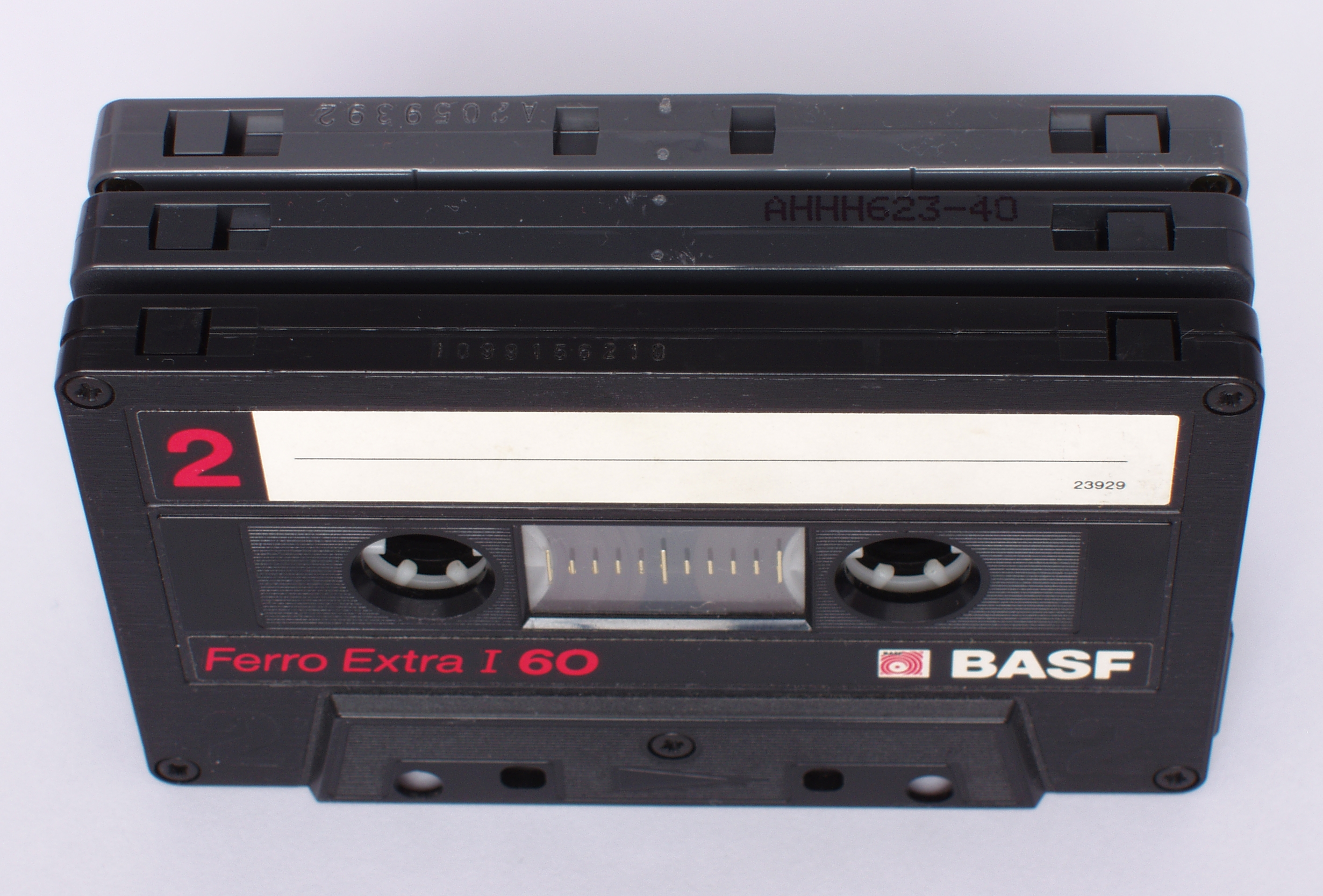
上: Type IV（メタルポジション）テープ、中: Type II（ハイポジション/クロムポジション）テープ、下: Type I（ノーマルポジション）テープ
機器側で種類判別できるように背面の特定位置に四角い穴（自動検出孔）が設けられている。また、Type III（フェリクロムポジション）テープはテープの特性上、Type Iテープとして代用可能なため、自動検出孔はType Iテープと同一となった。

ノーマルポジションテープとは磁性体や特性が異なるため、何かしらの方法で区別するしかなかった。すでに、ハイポジションには、採用されていたもののメタルテープにも穴を使用するという発想がなかったため、1980年（昭和55年）3月以前に製造・出荷されたメタルテープでは自動検知孔がノーマルポジション/フェリクロムポジション、あるいはクロムポジション/ハイポジションの穴になっていた。
オートテープセレクターの付いたカセットレコーダー（カセットデッキやラジカセ等）では使用が困難であるが、メタルテープ発売当初の頃のカセットレコーダーというのは、スイッチで録音バイアス、および再生イコライザーを切り替える手動式のテープセレクターが主流であったため、それほど困難ではなかった。中には、オートテープセレクターの付いたカセットレコーダーでも強制的にメタルに変更するスイッチがついている製品も存在した。（例として、AKAIのGX-F95)

## 価格
価格にいたっては非常に高価であり、業界初のメタルテープである住友スリーエム「Scotch METAFINE」の46分が1巻あたり1,350円であった。
ちなみに1978年12月当時のソニーAHF(TDKだとED、マクセルだとXLI、富士フイルムだとRange6相当)46分は550円、同ソニーJHF(TDKだとSA、マクセルだとXLII、富士フイルムだとRange4x相当)は600円、同ソニーDUADは800円と、メタルテープは非常に高価であることを示していた。1979年5月10日には、ソニーから標準クラスのメタルテープのMETALLIC、およびTDKから業界初となるカセットハーフの一部にアルミダイキャストを採用した、高級クラスのメタルテープのMA-R（後にMA-XGに改称）がそれぞれ登場。尤も、TDKのMA-Rに関してはカセットテープ自体の共振や摩擦損失や変調ノイズなどを抑える役割をしている。
また、MA（TDK）やMETALLIC（ソニー）、MX（日立マクセル）、Super Range〈後にSRを経てFR METALに改称〉（富士写真フイルム）、DXM（DENON/日本コロムビア）などのテープも登場。しかし値段は46分（ただしDXMのみ50分）であっても1,000円以上と高価だった。
しかし、1980年代末期からメタル、ハイポジションテープの低価格化(マクセルのUDⅡが発端)が始まり、特に1986年（昭和61年）夏に発売を開始したAXIA（富士マグネテープ→富士フイルム アクシア〈現・富士フイルム〉）の標準クラスのメタルテープである「XD-Master」がメタルテープ低価格化の発端となり、メタルテープが幾分ではあるものの、手軽に買えるようになった。理由として、カセットハーフのスケルトン（透明）ハーフ化、およびカセットハーフの部品点数の簡略化や超音波溶着などによる製造コストの引き下げを中心としたメタルの生産が手軽になったことがあげられる。その結果、価格は46分用テープで500円台まで下がり、当初とは比べ物にならない程の値段となっていた。しかし、TDKの「MA-XG」などのアルミダイキャスト複合型カセットハーフ（カセットシェル）を採用したテープは絶版になるまで一貫して高かった。ソニーが最後の最高級メタルテープとして1993年（平成5年）に「Super Metal Master」を発売。発売当時の希望小売価格（標準価格）は、46分用テープで消費税別2,300円と、この当時の同社のDAT用の120分用テープ「DT-120RN」の希望小売価格（消費税別1,600円）、およびMD用の74分用ディスク「MDW-74」の希望小売価格（消費税別1,700円）よりも更に高価であった。
以降は、ソニー「METAL-XR」「CDix-IV」、TDK「CDing IV」、日立マクセル「Metal CD's」、AXIA「J'z METAL」、DENON「CD-Jack IV」などが最下級クラスを支えるメタルテープとして販売された。
2024年（令和6年）現在、大手電気量販店で購入することは既に生産終了となっているため不可能だが、リサイクルショップなどで未使用品の購入が可能となっている。なお、未使用品（デッドストック）に関しては発売当時人気が高かった高価格帯の製品は非常に高額な相場（例・TDK MA-R/MA-XGシリーズ、ソニー Metal-Masterシリーズ、マクセル Metal-Vertexなど）になっている場合もある。今となっては廉価版メタル（CDing、CD's、CDix、J'z、CD-Jackの各種シリーズ等）などでも高価格で取引されていることが多い。理由として挙げられるのは、生産がすでに終了しているため骨董品扱いとなっていることや、収集家や愛好家によるもの。

## 生産終了・販売終了
ソニーは1997年（平成9年）6月発売の7代目CDixⅣ、AXIAは同年7月発売の4代目J'z METALと、翌1998年（平成10年）4月発売の5代目PS METALを最後にリニューアルを終了。日立マクセルは1998年8月の6代目METAL UDを最後にリニューアルを終了。TDKは8代目MAのリニューアル品として商品名をMA-EXに改称し、1998年9月に発売。尤も、生産・出荷終了に関しては6代目METAL UDを除き2000年（平成12年）～2001年（平成13年）末頃となっており、その後、既存のメタルポジション用カセットテープとして唯一残存していた日立マクセルの6代目METAL UDが生産・出荷を行っていたものの、2003年（平成15年）7月末に名実共にメタルポジション用カセットテープの生産を終えたことで2008年（平成20年）までに流通在庫が全て完売、最終的に2010年末までにIECの規格そのものも抹消されることとなった。このほか、ダイソーなどの100円ショップに在庫として流れたこともあった。販売終了の理由としては、フェリクロムポジションほどではなかったものの、ノーマルポジションやハイポジションの各種カセットテープに対し、オーディオ関係にあまり関心を持たない数多くのユーザーの認知度が極めて少なかったことや、先述のノーマルポジションやハイポジションの各種カセットテープの更なる高性能・高音質化、MDやDAT、CD-R/RW等の各種デジタルオーディオ系録音メディアに移行した、iPodなどのデジタルオーディオプレーヤーが台頭してきたことなどが、販売終了の背景にあるとされる。
また、メタルポジション録再対応カセットレコーダー・カセットデッキを発売していたメーカーは2000年代以降、ナカミチとソニー（現・ソニーグループ）、松下電器産業（現・パナソニックホールディングス、Technics・Panasonicの各種ブランド）、日本ビクター（現・JVCケンウッド）、ヤマハ（現・ヤマハミュージックジャパン）、ティアック、パイオニア、オンキヨーの8社を残すのみとなったが、その残った8社がメタルポジション録再対応カセットレコーダー・カセットデッキの生産・出荷を終了したのは、ナカミチが2001年（平成13年）12月、ヤマハが2005年（平成17年）3月、松下電器産業が2008年（平成20年）9月、オンキヨーが2008年12月、ティアックが2009年（平成21年）8月、日本ビクターが2009年12月、ソニーが2011年（平成23年）2月、そしてパイオニアが2011年3月であり、ナカミチとオンキヨーを除くほぼ全てのメーカーがエントリー（低廉）クラスのダブルデッキ・オートリバース仕様のカセットデッキで占められていた。

## 使用上の注意点
メタルポジションテープは高性能すぎる故に、再生するときのイコライザーは50μsが良いとされていたが、その場合従来型のレコーダー・デッキでは使用不可となってしまうため、70μsとなった。
高域MOLの良さをスポイルする形だった。また、最大残留磁束密度は2,500 - 4,800テスラ（旧単位：ガウス）、保磁力は900 - 1,300エルステッドと特別に高いため、磁気ヘッドの磁気飽和点を高めた磁気ヘッドを搭載した各種録音機（カセットデッキ、ラジオカセットレコーダー、カセットテープレコーダー等）でないとメタルポジションテープの能力を発揮することができず、特にメタルポジションテープの録音に対応していない録音機で上書き録音しようとすると音が残るおそれがある。
1978年に発売されたメタルテープは当初、検出穴を使うということが決まっていなかったため、オートテープセレクター搭載の録音機は、ノーマル（フェリクロムポジション含む）またはハイポジション（クロムポジション）と認識されてしまう。このため、メタルテープ専用の検出孔のない最初期に発売されたメタルテープを録音する場合、マニュアルテープセレクターを装備したメタルテープの録音に対応した各種録音機でないと録音することができない。
1980年代初頭に発売された一部のステレオラジオカセットレコーダー（ステレオラジカセ）（主にミニラジカセを含む4万円前後のクラスの機種）、および日本ビクターから発売されたモノラルラジオカセットレコーダー（モノラルラジカセ）「RC-S110」ではテープセレクターがノーマルポジションとメタルポジションのみ録音バイアスが対応する機種も存在していた。この場合、ハイポジションは事実上、録音バイアスの特性がメタルポジションと大きく異なるため、基本的に自己録音が不可能となる一方、再生イコライザーがメタルポジションと同一の数値となるため、再生のみの対応となる。ノーマルポジション専用の録再機・再生専用機での使用に関しては当然、録音不可能(消去時にしっかり消えない)だが、再生するだけならハイポジション同様、とりあえず可能である（トーンコントロールなどに見られる音質調整が可能な機種では使用上、問題はないがノーマルポジションと音質が大きく異なり、非常に高域が強調された(ドラムが強調され、鐘などの音がかき消される)音質となる。）。
特に、最低でも超硬質パーマロイヘッド（ハードパーマロイヘッド）以上の硬度を持った磁気ヘッドではない、特に超硬質パーマロイヘッドではない通常のパーマロイヘッドを採用したカセットレコーダー、およびカセットプレーヤー、カーオーディオ（カーステレオ）などで再生した場合、かつてのクロムテープやテープの表面が鏡面化処理されていない最初期のノーマルテープ（マクセルのC-#、およびTDKのシンクロカセット、ソニーのマガジンテープなどに見られるSTD級ノーマルテープがこれに該当）ほどではないものの、ヘッドが摩耗しやすくなる場合も少なくない。

## 過去のメタルポジション用カセットテープ一覧
メーカー毎に、それぞれのラインナップの最初のモデルの生産開始年と、最終モデルの生産終了年（出荷終了年）を記した。
- TDK（ダイカストフレームのMA-Rでコンパクトカセットテープにおける超高級品というジャンルを確立した）
  - MAシリーズ
    - MA (1期：1979年 - 1985年、2期：1988年 - 1998年)
    - MA-R (1979年 - 1985年)
    - MA-X (1985年 - 1990年)
    - MA-XG (1985年 - 1990年)
    - MA-XG "Fermo" (1990年 - 1996年) ※1999年販売終了。ただし、海外市場向けは引き続きMA-XGの商品名で発売された
    - MA-EX (1998年 - 2001年) ※2007年販売終了

  - CDingシリーズ
    - CDing-IV (1990年 - 1994年)
    - Super CDing-IV (1992年 - 1994年)
    - CDing-Metal (1994年 - 1998年) ※2000年販売終了

  - DJ Metal (1995年 - 1998年) ※2000年販売終了

- 日立マクセル（輸出規制品とされた超高級品Metal-Vertexが有名。日本メーカーで最後までメタルを生産・発売していた）
  - MX (1979年 - 1991年)
  - METAL-Capsule (1989年 - 1990年)
  - Metal-GPX (1992年 - 1994年)
  - Metal-Vertex (1989年 - 1993年)
  - METAL-XS (1992年 - 1998年) ※2000年販売終了
  - METAL-UD (1990年 - 2003年) ※2008年販売終了
  - Metal-CD's (1992年 - 1999年) ※2002年販売終了
  - Metal-Po'z (1995年 - 1998年) ※2001年販売終了

- ソニー（初の二層塗布タイプMetal-ES、最エントリークラス(最低価格帯)のメタルテープ普及のきっかけを作ったMETAL-XR、およびCDixIVなど他社への影響は大きい）
  - METALLIC (1979年 - 1983年)
  - Metal-ES (1期：1983年 - 1991年、2期：1996年 - 1998年) ※2000年販売終了
  - Metal-S (1984年 - 1991年)
  - Metal-Masterシリーズ
    - Metal-Master(1986年 - 1993年)
    - SuperMetalMaster (1993年 - 1998年) ※2000年販売終了

  - METAL-XR (1989年 - 1992年)
  - ES-IV (1991年 - 1994年)
  - X-IV (1992年 - 1994年)
  - Metal-XRS (1994年 - 1996年)
  - CDixシリーズ
    - CDixIV (1990年 - 1999年) ※2002年販売終了

- 富士フイルム・AXIA（AXIAブランド発足以降、低価格帯が充実）
  - Super Range (1979年 - 1980年)
  - SR (1980年 - 1981年)
  - FR-METAL (1981年 - 1985年)
  - XD-Master (1986年 - 1989年)
  - PSシリーズ
    - PS-IVx (1989年 - 1991年)
    - PS-METAL (1991年 - 1999年) ※2001年販売終了

  - AXIA METALシリーズ
    - METAL (1990年 - 1992年)
    - METAL Slim（1992年 - 1993年）

  - AU-IVx (1991年 - 1994年)
  - K-METAL (1994年 - 1998年) ※2000年販売終了
  - J'z-METAL (1993年 - 1999年) ※2001年販売終了

- 日本コロムビア・DENON（基本的に1グレードだが、末期に高級品MG-Xを発売）

DXM、MD、CD-JackIV、MG-X、GR-IV
- 太陽誘電・That's（当時の新興企業故に最も早期にメタルを低価格化し、当初より普及品・標準品の2グレードを持っていた。後に高級品も発売）

MG、MR、MG-X、MR-X、EVE IV、MR-XP、CD-IV、SUONO、CD-IV S、PH IV、CD/IV F、OW-4
- 日本ビクター・JVC（世界初のメタル対応カセットデッキ、およびメタル対応ステレオラジカセを発売。基本的に自社開発且つ1グレードのみのラインアップ）

ME、ME-PRO、ME-ProII、ME-NewPro、XF IV
- Magnax・コニカ（現・コニカミノルタ）（1グレードのみ）

Metal、MM
- 松下電器産業（現・パナソニック）（Technics・National）（細部の仕様は異なるものの同時期のTDKのOEM。Angromシリーズのみ磁性体は自社開発[28]）
  - MX（1979年 - 1981年）
  - COMPOS（1981年 - 1983年）
  - EM（1983年 - 1984年）
  - Angromシリーズ
    - Angrom MX-DU（1984年 - 1986年）
    - Angrom MA-DU（1986年 - 1988年）

- 日立製作所・Lo-D（同時期のマクセルのOEMだがMTは独自のハーフ）

ME、MT-X、MT#
- ティアック（マクセルのOEM。リール固定タイプ及びリール交換タイプ）
  - Studioシリーズ
    - Studio（1983年 - 1984年）
    - Studio-X（1984年 - 1986年）

  - O-Casse/MT（1984年 - 1985年）

- パイオニア（細部の仕様は異なるものの同時期の富士フイルムのOEM。また、北米・南米向けは細部の仕様は異なるものの同時期の日本コロムビアのOEM）
  - M1（1981年 - 1982年）
  - M1a（1983年 - 1984年）

- ナガオカ・ジュエルトーン（現・ナガオカトレーディング。細部の仕様は異なるものの同時期の日本コロムビアのOEM。後継製品はなく1種のみ）

METAL MUSIC
- 住友スリーエム（3M・Scotch、メタルテープの開発元であるが、早期にメタルテープの生産分野から完全撤退。日本向けを含め、後継製品はなく1種のみ。現・スリーエムジャパン）
  - Metafine（1978年 - 1982年）

- BASF（海外では製造が続けられていたが、日本では1980年代中期に撤退）

Metal、ProIV
- ナカミチ（細部の仕様は異なるもののTDKのOEM。1種のみであるが厳選品を採用）
  - ZX（1979年 - 1986年）

## 注
1. ↑  ただし、日本市場のみMA-XG Fermoの商品名で発売された。
2. ↑  1969年（昭和44年）3月には日本でも発売された。
3. ↑  なお、首都圏を除く日本市場での全国発売は1979年1月以降より順次発売され、実際には後述する日本ビクター製のメタルポジション録再対応ステレオカセットデッキの初号機種「KD-A6」の発売開始より15日遅れの発売開始かつ、同じく日本ビクター製のメタルポジション録再対応ステレオカセットデッキの主力量販機種「KD-A5」と同時発売となった。
4. ↑  このほか、1982年（昭和57年）6月5日には同じく日本ビクターが業界初にして唯一となるメタルポジション録再対応モノラルラジオカセットレコーダー「RC-S110」が発売された。
5. ↑  一例としては、ビクター音楽産業（現・ビクターエンタテインメント〈二代目法人〉）、およびRVC（現・ソニー・ミュージックレーベルズ）からリリースされていた「メタルミュージックカセット」やCBS・ソニー、およびEPIC・ソニー（前者・後者共に 現・ソニー・ミュージックレーベルズ）からリリースされていた｢メタルマスターサウンド｣、日本コロムビアからリリースされていた「メタルダイナミックサウンド」、トリオ（現・JVCケンウッド）の音楽レコード事業部のトリオレコード（現・アートユニオン）からリリースされていた「スーパー・メタル・シリーズ」が該当していた。
6. ↑  ただし、富士写真フイルム（現・富士フイルム）から同年2月より発売された「FUJI CASSETTE SR」（実際は1979年5月から1980年1月まで同社から発売されていた「Super Range」のマイナーリニューアル品となる）では他社より一足早く、発売当初からメタルポジション用自動検知孔が採用された。
7. ↑  「METAL-XR」の事実上の後継にあたる製品。
8. ↑  「Metal UD」の廉価版にあたる製品。
9. ↑  その一方でCDプレーヤー搭載型を含むメタルポジション録再対応ラジオカセットレコーダーは1996年（平成8年）3月までに生産・出荷終了となっており、1995年（平成7年）4月にソニーから発売されたCDプレーヤー搭載機種「Dr.チェンジャー」シリーズのZSX-G7000、およびZSX-5000がメタルポジション録再対応ラジオカセットレコーダーとしての最終機種となっている。
10. ↑  ホームAV機器事業部、後のパイオニアホームエレクトロニクス→オンキヨー&パイオニア→オンキヨーホームエンターテイメント→オンキヨーテクノロジー→プレミアムオーディオカンパニーテクノロジーセンター
11. ↑  旧法人、後のオンキヨーホームエンターテイメント→オンキヨーテクノロジー→プレミアムーディオカンパニーテクノロジーセンター
12. ↑  DR-10
13. ↑  KX-W321
14. ↑  Technics RS-TR575、およびTechnics RS-TR4750
15. ↑  K-505FX
16. ↑  W-790R
17. ↑  TD-W313mkII、およびTD-W603mkIII
18. ↑  TC-WE475
19. ↑  T-W01AR
20. ↑  各メーカーの希望小売価格は概ね3万円台
21. ↑  ただし、ナカミチのみシングルデッキ・3ヘッド仕様の高級カセットデッキとなり、オンキヨーのみ同社のハイコンポ「INTEC205」シリーズ用のシングルデッキ・オートリバース仕様のカセットデッキとなる。
22. ↑  例・TDK CDing IV
23. ↑  例・Victor（JVC） ME-PRO
24. ↑  例・Maxell Metal Capsule
25. ↑  例・SONY Super Metal Master
26. ↑  その一例として、1980年代にビクター音楽産業、およびRVCから発売されたメタルテープを使用した一部のミュージックテープではパッケージ裏側に「このテープはMETAL又はCrO2、Fe-Cr〈70μs〉ポジションでおききになれば最高の音質がお楽しみ頂けます。（また、）このポジションのない再生機（いわゆるノーマルポジション専用機）でも従来のミュージック・テープと同様にお楽しみいただけます。」という表記が記載されていた。
27. ↑  例・フェライトヘッド、センダストヘッド、アモルファスヘッド等。ただし、アモルファスヘッドの場合、通常の結晶質の金属や合金に比べて磁束率などで優れた性能を持つ反面、材料となる各種金属の配合次第ではパーマロイヘッドや超硬質パーマロイヘッドとほぼ同等の耐摩耗性能になる場合も少なくないので注意を要する。
28. ↑  ただし、実際の製造委託はTDKが担当した。